# Шакалёнок и верблюд
«Шакалёнок и верблю́д» — советский мультипликационный фильм 1956 года.

По мотивам индийской народной сказки.

## Сюжет
Прогуливаясь берегом реки, шакалёнок и его друг верблюд почувствовали, что проголодались. Но на пустынном берегу не было ничего кроме сухих колючек, а на противоположном берегу резвились вкусные крабы, и рос сладкий, сочный сахарный тростник. Шакалёнку очень захотелось полакомиться крабами, но перебраться на другой берег ему было не по силам.
Задумав переправиться через реку на спине верблюда, маленький хитрец попытался соблазнить его зарослями сахарного тростника, но плантация тростника принадлежала людям и верблюд боялся его трогать. Хитрый шакалёнок обманул своего друга, убедив его, что люди давно покинули эти места, и тростник не принадлежит никому.
Переправившись через реку, они занялись каждый своим делом — верблюд пошёл в заросли тростника, а шакалёнок занялся охотой на крабов.
Хорошо подкрепившись после удачной охоты, шакалёнок захотел переправиться на свой берег, но верблюд не хотел плыть обратно, пока не будет съеден весь тростник. Недовольный шакалёнок размышляя над тем, как бы ему поскорее попасть домой, увидел за плантацией тростника людей, которые работали на поле. Сообразительный шакалёнок сразу смекнул, как ему заставить верблюда покинуть тростник и этот берег. Ничуть не заботясь об интересах своего друга, он запел песенку стараясь привлечь внимание людей.
Его замысел удался. Люди, привлеченные звуками песни шакалёнка, заметили в зарослях тростника верблюда и бросились его ловить. Бедный, напуганный верблюд со всех ног кинулся к реке и бросившись в неё, поплыл на противоположный берег. Шакалёнок, как ни в чём ни бывало, взобрался ему на спину. Поняв, какую злую шутку сыграл с ним тот, кто считался его другом, верблюд захотел наказать шакалёнка, и находясь на середине реки, сбросил его в воду. Этого только и ждал крокодил, который давно точил зубы на слишком самоуверенного шакалёнка. И быть бы шакалёнку съеденным, если бы вовремя подоспевший верблюд, не подобрал и не доставил на родной берег бывшего друга. Шакалёнок благодарит верблюда, называя его другом. Но верблюд отвечает, что они больше не друзья, и покидает шакалёнка.

## Создатели

Кадр из мультфильма

| сценарий                   | Льва Аркадьева, Игоря Болгарина |
| текст песенки              | Михаила Вольпина |
| режиссёр                   | Владимир Полковников |
| художники-постановщики     | Роман Качанов, Александр Винокуров |
| композитор                 | Карен Хачатурян |
| операторы:                 | Екатерина Ризо, Нина Климова |
| звукооператор              | Николай Прилуцкий |
| художники-мультипликаторы: | Геннадий Новожилов, Владимир Крумин, Кирилл Малянтович, Борис Чани, Фаина Епифанова, Вячеслав Котёночкин, Дмитрий Белов, Игорь Подгорский |
| роли озвучивали:           | Георгий Вицин — Шакалёнок, Геннадий Дудник — Верблюд                                                                                      |